# Bruno Maderna
Bruno Maderna (Venetië, 21 april 1920 – Darmstadt, Duitsland, 13 november 1973) was een Italiaans-Duitse componist, muziekpedagoog en dirigent.

## Levensloop
Maderna werd geboren als Bruno Grossato, als zoon van de amusementsmusicus Umberto Grossato. Later nam hij de naam van zijn moeder Maderna aan.
Op vierjarige leeftijd kreeg hij zijn eerste muzieklessen in Chioggia. De getalenteerde Maderna werd in zijn jonge jaren als wonderkind gezien. Op 12-jarige leeftijd dirigeerde hij verschillende operaorkesten in Noord-Italië. In 1934 werd hij aan de hoede van zijn vader onttrokken en ging hij naar Verona, waar hij introk bij de familie van een zakenvrouw, Irma Manfredi, die voor een degelijke muzikale opleiding zorgde.
Hij studeerde compositie eerst aan het Conservatorio "Giuseppe Verdi" (Milaan) in Milaan bij Arrigo Pedrollo en vanaf 1937 bij Allessandro Bustini aan de Accademia Nazionale di Santa Cecilia te Rome. In 1940 behaalde hij het diploma. In 1941 studeerde hij directie bij Antonio Guarnieri aan de Accademia Musicale Chigiana in Siena. In 1942 en 1943 volgden verdere compositiestudies bij Gian Francesco Malipiero aan de Accademia "Benedetto Marcello" in Venetië. Daarna werd hij opgeroepen voor militaire dienst in de Tweede Wereldoorlog. Na enige tijd liep hij over naar het antifascistische verzet van de partizanen.
Van 1947 tot 1950 was hij docent voor compositie aan de Accademia "Benedetto Marcello" in Venetië. In 1948 werd hij bekend met Hermann Scherchen, bij wie hij, samen met zijn vriend en leerling Luigi Nono, voortgezette directiestudie volgde. Bij Scherchen leerde hij ook de muzikale analyse en de twaalftoonsmuziek van de Tweede Weense School kennen. Op aansporing van Scherchen ging hij 1949 naar Darmstadt en nam deel aan de zomercursussen voor nieuwe muziek. Samen met Luigi Nono deed hij intensieve studie naar oude muziek met het doel de eigentijdse compositietechniek met traditionele elementen te verbinden.

## Dirigent
Zijn carrière als dirigent begon in 1950 met optredens in Parijs en, op uitnodiging van Karl Amadeus Hartmann, in München. In 1955 stichtte hij samen met Luciano Berio de Studio di Fonologia Musicale voor elektronische muziek voor de Radio Audizioni Italiane (RAI) te Milaan. Daar organiseerde hij met de Incontri musicali tussen 1956 en 1960 een reeks van evenementen, om de uitbreiding van de kennis van hedendaagse muziek te bevorderen. In 1957 en 1958 gaf hij seminars aan het conservatorium te Milaan over de techniek van het seriële componeren.
Vanaf 1954 werkte hij regelmatig als docent en dirigent bij de Darmstädter Ferienkurse für Neue Musik; van 1958 tot 1967 was hij, later samen met Pierre Boulez, medeoprichter en dirigent van het Internationaal Kamerensemble. In 1963 vertrok hij helemaal naar Darmstadt.
In 1969 werd hij vast gastdirigent en in 1971 als chef-dirigent van het Orkest van de Radio Audizioni Italiane (RAI) te Milaan aangesteld. Zijn toenemend succes als interpreet van hedendaagse muziek brachten hem vele uitnodigingen en opdrachten. Als gastdirigent leidde hij meerdere belangrijke Europese en Amerikaanse orkesten.

## Innovatie en traditie
In zijn muziek bracht Maderna constructieve strengheid met grote expressiviteit in de traditie van de Italiaanse cantabiliteit samen. Alhoewel zijn werken een groot innovatieve potentie hadden, verloor hij niet de traditionele momenten uit het oog. Traditionele momenten benutte hij steeds op verschillende manieren voor zijn composities.

## Compositorische ontwikkeling
Zijn vroege composities zijn naar het voorbeeld van het neoclassicisme ontworpen. Vanaf het einde van de jaren 40 voelde hij zich door de twaalftoonstechniek van Arnold Schönberg aangetrokken en breidde tegelijkertijd als de Fransman Olivier Messiaen de seriële techniek uit tot andere parameters, zoals de toonhoogte (Studi per il Processo di Kafka uit 1950). In de jaren 60 werden zijn composities in toenemende mate door elementen van het componeren volgens toevalsprincipes (aleatoriek) beïnvloed, in het bijzonder in zijn toneelwerken.
Maderna heeft met toewijding als leraar, componist en dirigent een belangrijke rol gespeeld bij de ontwikkeling en verbreiding van de hedendaagse muziek na de Tweede Wereldoorlog.
Vele bekende musici hebben composities van Maderna uitgevoerd, zoals het Arditti String Quartet, Cathy Berberian, Gary Bertini, Dorothy Dorow, Heinz Holliger, Theo Olof, het Schönberg Ensemble, Giuseppe Sinopoli, David Tudor, Han de Vries, Hans Zender. Pierre Boulez schreef een memoriam opgedragen aan Maderna (Rituel), net zoals Luciano Berio (Calmo), Franco Donatoni (Duo pour Bruno) en Paul Méfano (A Bruno Maderna, 1980).

## Composities

### Werken voor orkest
- 1948/1949 Compositie no. 1, voor orkest
- 1950 Compositie no. 2, voor orkest
- 1950 Studi per "Il Processo" di Franz Kafka, voor spreker, sopraan en groot orkest
- 1951/1952 Improvisatie no. 1, voor orkest
- 1953 Improvisatie no. 2, voor orkest
- 1954 Concert, voor fluit en orkest
- 1954 Composizione in tre tempi (Compositie in drie tempi), voor orkest
- 1957 Dark rapture crawl, voor orkest
- 1959 Concert, voor piano en orkest
- 1962 Concert (no. 1), voor hobo en kamerensemble
- 1963-1965 Dimensioni III, voor orkest met een cadens voor solofluit
- 1964 Dimensioni IV, voor fluit en kamerensemble
- 1965 Stele per Diotima, voor orkest
- 1966 Amanda, voor kamerorkest
- 1967 Concert no. 2, voor hobo en orkest
- 1969 Suite voor orkest uit de opera "Hyperion"
- 1969 Quadrivium, voor 4 slagwerkers en 4 orkestgroepen
- 1969 Concert, voor viool en orkest
- 1969 Serenata per un satellite
- 1970 Grand aulodia, voor fluit, hobo en orkest
- 1972 Dialodia, voor twee fluiten, twee hobo's en verdere instrumenten
- 1972 Aura, voor orkest
- 1972 Biogramma, voor groot orkest
- 1972 Giardino religioso, voor klein orkest
- 1973 Concert no. 3, voor hobo en orkest

### Cantates en geestelijke muziek
- 1953 Vier briefen, kamercantate voor sopraan, bas en kamerorkest

### Muziektheater

#### Opera's
| Voltooid in | titel | aktes       | première | libretto |
| ----------- | --- | ----------- | --- | --- |
| 1962        | Macbeth | 2 bedrijven | onvoltooid | Aurelio A. Milloss, naar William Shakespeare |
| 1962        | Don Perlimplin; radioopera |             | 12 augustus 1962, Rai Radiotelevisione Italiana | naar het drama van Federico García Lorca |
| 1964        | Hyperion - Lirica in forma di spettacolo; 1e altern. versie: Hyperion en het geweld; 2e altern. versie: Hyperion - Orfeo dolente; (combinatie met Orfeo dolente van Domenico Belli) |             | 6 oktober 1964, Venetië, Teatro alla Fenice; 1e altern. versie: 17 mei 1968, Brussel, Koninklijke Muntschouwburg; 2e altern. versie: 18 juli 1968, Bologna, Teatro comunale (Palazzo Bentivoglio) | Hans G. Helms "Phoneme", Virginio Puecher en de componist, naar Friedrich Hölderlin; 1e altern. versie: Hugo Claus, Wystan Hugh Auden en Federico García Lorca, naar Friedrich Hölderlin; |
| 1969        | From A to Z |             | 22 februari 1970, Darmstadt | R. Rass |
| 1971-1973   | Satyrikon | 1 akte      | 16 maart 1973, Scheveningen | van de componist en Ian Strasfogel, naar "Cena Trimalchionis" uit "Satyricon" van Gaius Petronius Arbiter                                                                                 |

#### Balletten
| Voltooid in | titel                 | aktes | première   | libretto                    | choreografie |
| ----------- | --------------------- | ----- | ---------- | --------------------------- | ------------ |
|             | Das eiserne Zeitalter |       | onvoltooid | Egon Vietta en de componist |              |

#### Werken voor de radio
- 1969 Ritratto di Erasmo, radiodrama
- 1973 Ages, radioinventie voor stemmen, koor en orkest - naar William Shakespeare

### Vocale muziek
- 1948 Tre liriche greche - (Drie Griekse liederen), voor piccolo, sopraan en instrumenten
- 1949 Il mio cuore è nel sud, radioballade op een tekst van Giuseppe Patroni Griffi
- 1964 Aria, voor sopraan, solofluit en orkest op teksten van Friedrich Hölderlin
- 1971 Ausstrahlung, voor vrouwenstem, fluit, hobo, groot orkest en geluidsband
- 1972 Venetian Journal, voor tenor, instrumentalensemble en geluidsband - naar teksten van James Boswell

### Kamermuziek
- 1946 rev.1954 Serenata, voor 11 instrumenten
- 1948 Concert, voor twee piano's en instrumenten
- 1953 Divertimento in due tempi voor dwarsfluit en piano
- 1954 rev.1956 Serenata no. 2, voor 13 instrumenten
- 1955 Strijkkwartet
- 1965 Aulodia per Lothar, voor fluit en gitaar (ad libitum)
- 1967 Widmung, voor viool solo
- 1971 Viola (altviool) of Viola d'amore
- 1971 Y Dispués, voor gitaar
- 1971 Solo, voor Musette, hobo, hobo d'amore en althobo
- 1971 Pièce pour Ivry, voor viool
- 1971 Dialodia, voor dwarsfluit en hobo
- 1985 Serenata per un satellite, versie door Claudio Ambrosini

### Werken voor piano
- 1949 Variaties over B.A.C.H., voor twee piano's

### Elektronische muziek
- 1952 Musica su due dimensioni, voor fluit, slagwerk en geluidsband
- 1954 Sequenze e strutture
- 1956 Notturno
- 1957 Syntaxis
- 1957 Continuo
- 1958 Musica su due dimensioni, per flauto e registrazione stereofonica
- 1960 Dimensioni II inventie over een stem voor geluidsband naar een fonetische tekst van Hans G. Helms
- 1961 Serenata III, voor geluidsband
- 1961 Serenata IV, voor fluit, instrumenten en geluidsband
- 1971 Juilliard Serenade (= Tempo libero II), voor orkest en geluidsband
- 1971/1972 Tempo libero, voor geluidsband